# Angela Zhang
Angela Zhang Shao Han (cinese tradizionale: 張韶涵; cinese semplificato: 张韶涵; pinyin: Zhāng Shàohán; Taoyuan, 19 gennaio 1982) è una cantante e attrice taiwanese naturalizzata canadese.

## Biografia
Angela Zhang è nata a Taiwan, ma quando lei aveva 12 anni la sua famiglia è emigrata in Canada. La Zhang è la prima di tre figli, ha un fratello e una sorella. La sua etnia è per un quarto Uiguri.
Durante la sua vita in Canada ha partecipato a varie competizioni canore. Alla competizione canora "BBC Star" del "Rothenacker Village Festival", si è classificata al primo posto cantando la popolare canzone "The Days Without Smoking" (没有抽煙的日子) di Chang Yu-sheng. Le fu offerta la possibilità di tornare a Taiwan per la finale della competizione, alla quale però non ha partecipato a causa di impegni scolastici.
la Zhang ha effettivamente dato inizio alla sua carriera dopo essersi diplomata alla Sir Winston Churchill Secondary School di Vancouver, nel 2000. È diventata famosa dopo aver recitato nel ruolo di Tian Yuxi (田羽希) nella serie televisiva "My MVP Valentine (MVP情人)".
La sua prima lingua è il cinese ma è anche fluente in inglese.
Ha finito le riprese del Drama taiwanese Romantic Princess, dove recita al fianco di Wu Zun, Calvin Chen e George Hu.

## Discografia

### Album
| Data di pubblicazione | Album                             |
| --------------------- | --------------------------------- |
| 06-01-2004            | Over The Rainbow                  |
| 01-12-2004            | Aurora (歐若拉)                   |
| 01-01-2006            | Pandora (潘朵拉)                  |
| 12-01-2007            | Flower in the Wonderland (夢裡花) |
| 14-12-2007            | Ang 5.0                           |
| 25-09-2009            | 5th Season (第五季)               |

### Singoli
1. Adventure of True Love (真愛冒險) - agosto 2003
2. Doll (娃娃) - novembre 2004
3. Blue Eyes (藍眼睛) (Duetto con i Sodagreen 蘇打绿) - 2007
4. 3 People (仨人） (con Claire Guo e Christine Fan)
5. The Start of a Smile (微笑的起點) (con Claire Guo e Christine Fan)

## Filmografia

### Serie televisive
| Anno | Titolo                             | Ruolo                                             |
| 2007 | 公主小妹 / Romantic Princess       | Huang Fu Shan / Xiao mai                          |
| 2006 | 愛殺17 / Bump Off Lover 17         | Xu Yi Zhen / 徐宜真 / Xu Yi Jing / 徐宜靜 / 阿CAT |
| 2005 | 海豚愛上貓 / When Dolphin Love Cat | Yingzi / 英子                                     |
| 2003 | 海豚灣戀人 At The Dolphin Bay      | Yi Tianbian / 易天邊                              |
| 2002 | MVP情人 / My MVP Valentine         | Tian Yu Xi / 田羽希                               |

### Film
- Love Message (2005)

## Premi
| Anno | Premio |
| ---- | --- |
| 2004 | - 2004年新城勁爆颁頒獎典禮: 新城勁爆新人王(海外歌手) |
| 2005 | - 第十一届全球華語音樂榜中榜 - 第12届中國歌曲排行: 最受歡迎港台地區歌曲獎 - Singapore Hit Awards 2005: Nomination come Miglior Voce Femminile - Taiwan Golden Melody Awards: Nomination come Miglior Cantante Donna dell'Anno |
| 2006 | - Taiwan Golden Bell Awards: Nomination come Miglior Attrice |
| 2007 | - Taiwan Golden Melody Awards: Nomination come Miglior Cantante Donna dell'Anno - Singapore Hit Awards 2007: Vinto 最佳演藝女歌手獎 - Singapore Hit Awards 2007: Vinto 舞台魅力大獎 - Singapore Hit Awards 2007: Vinto 年度全方位藝人獎 - Singapore Hit Awards 2007: Vinto Mary Chia 最佳專辑封面獎 - 東南勁爆音樂榜 2007: Vinto 港台勁爆最受歡迎女歌手獎 - 東南勁爆音樂榜 2007: Vinto 最佳金曲獎 - TVB8金曲榜頒獎 2007: Vinto 最受歡迎女歌手 - TVB8金曲榜頒獎 2007: Vinto 金曲獎 [《不痛》] |